# Stefania Wilczyńska
Stefania Wilczyńska, detta Stefa (Varsavia, 26 maggio 1886 – Campo di sterminio di Treblinka, 6 agosto 1942), è stata una pedagoga e insegnante polacca di origine ebraica, vittima dell'Olocausto.
Nata a Varsavia in una ricca famiglia ebraica, studiò per diventare insegnante e frequentò l'Università di Liegi in Belgio e l'Università di Ginevra in Svizzera. Tornò a Varsavia e lavorò in un orfanotrofio ebraico, diventandone in seguito direttrice. Incontrò il Dottor Janusz Korczak nel 1909 e andò a lavorare nel suo orfanotrofio per ragazzi ebrei. Oltre a curare l'attività quotidiana dell'orfanotrofio, organizzò anche attività di raccolta fondi a sostegno dell'istituto. Durante la prima guerra mondiale, quando Korczak fu chiamato al servizio militare, Wilczyńska gestì l'orfanotrofio da sola.
Wilczyńska visitò la Palestina nel 1934 e nel 1937. Dopo l'invasione nazista della Polonia nel 1939, prese in un primo momento accordi per lasciare il paese, ma in seguito declinò e si trasferì con l'orfanotrofio nel ghetto di Varsavia. Nell'agosto del 1942, nell'ambito della Kinder Aktion, i residenti degli orfanotrofi ebrei furono deportati a Treblinka per essere assassinati nelle camere a gas. Korczak, Wilczyńska e lo staff dell'orfanotrofio ebbero la possibilità di evitare la deportazione, ma scelsero di rimanere con gli orfani.
Una targa dedicata alla memoria di Wilczyńska è stata collocata nel sito originale dell'orfanotrofio.